# Daber, Tolmin
Daber este o localitate din comuna Tolmin, Slovenia, cu o populație de 29 de locuitori.